# 15389 Geflorsch
15389 Geflorsch eller 1997 TL6 är en asteroid i huvudbältet som upptäcktes den 2 oktober 1997 av OCA–DLR Asteroid Survey (ODAS). Den är uppkallad efter Gérard Florsch.
Den tillhör asteroidgruppen Nysa.